# Marcellus (frère de Justin II)
Pour les articles homonymes, voir Marcellus.
Marcellus ( grec moderne : Μάρκελλος   ) est le frère de l'empereur byzantin Justin II (r. 565–578) et général sous son oncle, l'empereur Justinien Ier (r. 527–565).

## Biographie
Marcellus est le fils de Vigilantia, la sœur de Justinien et de Dulcissimus, et donc le frère de Justin II et de Praejecta . Il est marié à Juliana,  fille de Flavius Anastasius Paulus Probus Moschianus Probus Magnus, consul de 518 et parent de l'empereur Anastase Ier (r. 491-518). Juliana est une monophysite et malgré sa relation familiale avec Justin II, elle est persécutée pour sa foi, confinée dans un monastère de Chalcédoine et obligée d'accomplir les tâches les plus subalternes jusqu'à ce qu'elle accepte de renoncer à sa foi. .
En 544, Marcellus est nommé général, avec Constantinianus, dans la guerre lazique en cours (541-562) contre la  Perse sassanide, remplaçant les généraux tués Justus (un cousin de Justinien et oncle de Marcellus) et Peranius . Selon Procope, à cette époque, Marcellus est encore très jeune, « atteignant tout juste à l'âge de la virilité  »  Cependant, aucune de ses activités n'y est enregistrée et la guerre s'est rapidement terminée par une trêve., .
Marcellus réapparaît en 562, lorsqu'une  horde de Bulgares envahit les Balkans et attaque la Thrace jusqu'aux alentours de Constantinople et l'empereur Justinien nomme Marcellus à la tête d'une armée pour les affronter. Il est de nouveau mentionné en tant que patricius  à la fin de 565, lorsqu'il joue un rôle, aux côtés de Baduarius, dans les cérémonies marquant l'avènement de l'empereur Justin II .
La date de sa mort est inconnue; vers 582/583, sa propriété est divisée par le nouvel empereur byzantin Maurice (r. 582–602) entre le père de ce dernier Paul et son frère Pierre ..